# Strikeforce Challengers: Woodley vs. Bears
Strikeforce Challengers: Woodley vs. Bears foi um evento de artes marciais mistas promovido pelo Strikeforce. Foi o quinto episódio do Challengers, e ocorreu em 20 de novembro de 2009, no Memorial Hall em Kansas City, Kansas.

## Ligações Externas
- Site Oficial do Strikeforce